# Papstwahl 1088
Die Papstwahl 1088 fand am 12. März 1088 nach dem Tod von Papst Viktor III. statt. Gewählt wurde Odon de Lagery als Papst Urban II.

## Verlauf
Papst Viktor starb am 16. September 1087 in Montecassino. Kurz vor seinem Tod empfahl er die Wahl von Kardinal Odon de Lagery als seinen Nachfolger. Rom war zu dieser Zeit unter Kontrolle von Gegenpapst Clemens III., welcher von Kaiser Heinrich IV. unterstützt wurde, und es gab keine Hoffnung auf eine schnelle Rückkehr. Deshalb versammelten sich die Anhänger von Viktor III. am 9. März in Terracina unter Schutz der normannischen Armee, um den neuen Papst zu wählen. Neben den Kardinalbischöfen als Papstwähler nahmen noch zwei Vertreter der anderen Kardinalsklassen, über vierzig Bischöfe und Äbte; Benedikt, der Präfekt von Rom, sowie Gräfin Mathilde von Tuszien teil.
Anfangs wurden drei Tage für Fasten und Gebet verkündet und die Versammlung wurde bis Sonntag, den 12. März 1088 unterbrochen. An diesem Sonntag trat die Versammlung wieder zusammen. Die Kardinalbischöfe von Albano, Tusculum und Porto schlugen Odon de Lagery, den Kardinalbischof von Ostia, als Papst vor. Dieser nahm die Wahl an und erhielt den Namen Urban II. Der Kardinalbischof Pietro Igneo Aldobrandini von Albano inthronisierte den Papst und feierte die dazugehörige Messe. Rom konnte der Papst erst im November 1088 betreten.

## Wähler
Nach dem Papstwahldekret (1059) von Papst Nikolaus II. wurde den Kardinalbischöfen der suburbikarischen Bistümer ein Vorrang eingeräumt den Papst wählen. Im März 1088 versammelten sich sechs Kardinalbischöfe.
| Kardinal                                  | Kardinaltitel        | Kreierungsjahr | erhoben von Papst            | Anmerkungen                                                                                           |
| ----------------------------------------- | -------------------- | -------------- | ---------------------------- | --- |
| Ubaldo                                    | Bischof von Sabina   | 1063           | Alexander II.                | |
| Giovanni Minuto                           | Bischof von Tusculum | 1066           | Alexander II.                | Zuerst Kardinalpriester von Santa Maria in Trastevere Wahrscheinlich 1073 zum Kardinalbischof erhoben |
| Pietro Igneo Aldobrandini, OSBVallombrose | Bischof von Albano   | 1072           | Alexander II.                | Er verkündete die Wahl des Papstes                                                                    |
| Odon de Lagery, OSBCluny                  | Bischof von Ostia    | 1080           | Gregor VII.                  | Gewählt zu Papst Urban II.                                                                            |
| Giovanni                                  | Bischof von Porto    | 1085 oder 1087 | Gregor VII. oder Viktor III. | |
| Bruno von Segni                           | Bischof von Segni    | 1079           | Gregor VII.                  | Kanzler der römischen Kirche                                                                          |

## Assistenten
Zwei Kardinäle der unteren Ränge, ein Kardinalpriester und ein Kardinaldiakon assistierten bei der Wahl:
| Kardinal                 | Kardinaltitel             | Kreierungsjahr | erhoben von Papst | Anmerkungen                                                                          |
| ------------------------ | ------------------------- | -------------- | ----------------- | ------------------------------------------------------------------------------------ |
| Raniero di Bieda OSB     | Priester von San Clemente | 1078           | Gregor VII.       | Abt von Sankt Laurentius vor den Mauern, der spätere Papst Paschalis II. (1099–1118) |
| Oderisio de Marsi OSBCas | Diakon im Lateranpalast   | 1059           | Nikolaus II.      | Abt von Montecassino                                                                 |